# Franse verovering van Algerije
De Franse verovering van Algerije ten koste van het Ottomaanse Rijk vond plaats tussen 1830 en 1847.

## Geschiedenis
In 1827 escaleerde een ruzie tussen Hussein Dey, de heerser van het Ottomaanse regentschap van Algiers, en de Franse consul tot een zeeblokkade. De Franse minister van Oorlog, generaal Louis de Bourmont, verzamelde een leger van 37.000 man, dat op 14 juni 1830 Algerije binnenviel. In juli was het Franse leger in Algiers. Ook de andere kustgemeenschappen vielen snel in Franse handen. Na de Julirevolutie in Parijs van juli 1830 werd generaal de Bourmont teruggeroepen en kreeg generaal Bertrand Clauzel de leiding. De politieke conflicten in Frankrijk hadden weinig invloed op de strijd in Algerije. Na 1830 werden extra strijdkrachten ingeschakeld om het verzet in het binnenland te onderdrukken.
Het Algerijnse verzet bestond uit krachten onder de Ottomaans gezinde Ahmed Bey die, met als centrum Constantine, voornamelijk in het oosten actief waren, en nationalistische strijdkrachten in Kabylië en het westen. Verdragen met de nationalisten onder Abd al-Kader maakten het de Fransen mogelijk om zich eerst te richten op de eliminatie van de Ottomaanse dreiging. In 1837 namen ze Constantine in. Abd al-Kader bleef echter weerstand bieden in het westen.
In 1840 werd generaal Thomas-Robert Bugeaud door de Franse regering benoemd tot gouverneur-generaal van Algerije. Hij veroverde de stad Tagdemt in mei 1841 op de troepen van Abd al-Kader. Na de grootschalige en hardhandige Franse militaire acties werd de nationalistenleider op 9 februari 1843 verdreven uit Sebdou, zijn laatste bolwerk. Hij vluchtte naar Marokko, van waaruit hij een guerrillaoorlog bleef voeren tegen de Fransen. Na de geleden nederlaag in de Eerste Frans-Marokkaanse Oorlog, verdreef de Marokkaanse regering, onder Franse diplomatieke druk, hem uit Marokko. In 1847 gaf hij zich over aan de Franse troepen.
Al vanaf de verovering van Algiers in 1830 ging de militaire verovering hand in hand met kolonisatie. Gronden die verlaten waren door de lokale inwoners of die waren geconfisceerd, werden verkocht aan immigranten. Generaal Clauzel moedigde de immigratie van arbeiders uit Frankrijk en de rest van Europa aan. Waar deze kolonisatie eerst nog ongecontroleerd gebeurde, kreeg deze onder generaal Bugeaud en hoge ambtenaar Eugène Guyot een officieel karakter. Een reeks verordeningen liet toe allerlei gronden te confisceren en met name in Mitidja vestigden zich veel Europese immigranten.